# Hiperciclu

Hiperciclul HC determinat de dreapta hiperbolică L (L este dreaptă deoarece intersectează cercul frontieră în unghiuri drepte) și punctul P în modelul discului Poincaré

În geometria hiperbolică un hiperciclu, este o curbă ale cărei puncte sunt la aceeași distanță ortogonală de o dreaptă hiperbolică dată (axa sa).
Fiind dată o dreaptă L și un punct P care nu este pe L, se poate construi un hiperciclu luând toate punctele Q aflate de aceeași parte a L ca și P, cu distanța (perpendiculară) la L egală cu cea la care se află P.
Dreapta L este axa sau dreapta directoare a hiperciclului.
Dreptele perpendiculare pe axă, care sunt perpendiculare și pe hiperciclu, sunt normalele hiperciclului.
Segmentele de normale dintre axă și hiperciclu se numesc raze. Lungimea lor comună se numește distanța sau raza hiperciclului.
Hiperciclurile printr-un punct dat care au în comun o tangentă prin acel punct converg către un oriciclu pe măsură ce razele lor tind spre infinit.

## Proprietăți similare cu cele ale dreptelor euclidiene
Hiperciclurile din geometria hiperbolică au unele proprietăți similare cu cele ale dreptelor din geometria euclidiană:
- Într-un plan, fiind date o dreaptă și un punct care nu este pe ea, există un singur hiperciclu al dreptei date (a se compara cu axioma lui Playfair⁠(d) din geometria euclidiană).
- Trei puncte ale unui hiperciclu nu se pot afla pe un singur cerc.
- Un hiperciclu este simetric față de orice dreaptă perpendiculară pe aceasta. (Reflexia unui hiperciclu față de o dreaptă perpendiculară pe hiperciclu are ca rezultat același hiperciclu.)

## Proprietăți similare cu cele ale cercurilor euclidiene
Hiperciclurile din geometria hiperbolică au unele proprietăți similare cu cele ale cercurilor din geometria euclidiană:
- O dreaptă perpendiculară pe mijlocul unei coarde a unui hiperciclu este o rază și divide în două părți egale arcul subîntins de coardă.

Fie AB coarda și M punctul său de mijloc.
Prin simetrie, dreapta R prin M perpendiculară pe AB trebuie să fie ortogonală pe axa L.
Deci R este o rază.
Tot datorită simetriei, R va divide în două părți egale arcul AB.
- Axa și distanța unui hiperciclu sunt determinate în mod unic.

Fie presupunerea că hiperciclul C are două axe diferite, L1 și L2.
Folosind proprietatea anterioară de două ori cu coarde diferite putem determina două raze diferite R1 și R2. R1 și R2 vor fi atunci perpendiculare pe ambele L1 și L2, definind un dreptunghi. Aceasta este o contradicție deoarece în geometria hiperbolică dreptunghiul este o figură imposibilă.
- Două hipercicluri au distanțe egale dacă și numai dacă sunt congruente.

Dacă au distanță egală, făcând doar ca axele să coincidă printr-o mișcare rigidă, toate razele vor coincide; întrucât distanța este aceeași, și punctele celor două hipercicluri vor coincide.
Invers, dacă sunt congruente, distanța trebuie să fie aceeași conform proprietății anterioare.
- O dreaptă taie un hiperciclu în cel mult două puncte.

Fie dreapta K care taie hiperciclul C în două puncte A și B. Ca și mai înainte, putem construi raza R a lui C prin punctul de mijloc M al lui AB. De reținut că K este ultraparalelă față de axa L, deoarece au perpendiculara comună R. De asemenea, două drepte ultraparalele au distanța minimă la perpendiculara comună și distanțe crescătoare monotone pe măsură ce se îndepărtează de perpendiculară.
Aceasta înseamnă că punctele lui K din interiorul AB vor avea distanță de la L mai mică decât distanța comună a lui A și B la L, în timp ce punctele lui K din afara AB vor avea distanța mai mare. În concluzie, niciun alt punct al lui K nu poate fi pe C.
- Două hipercicluri se intersectează în cel mult două puncte.

Fie C1 și C2 două hipercicluri care se intersectează în trei puncte A, B și C.
dacă R1 este dreapta ortogonală pe AB în punctul său de mijloc, se știe că este raza ambelor C1 și C2.
Similar, se construiește raza R2 în punctul de mijloc al BC.
R1 și R2 sunt simultan ortogonale pe axele L1 și L2 ale C1, respectiv C2.
S-a arătat că atunci L1 și L2 trebuie să coincidă, căci altfel ar apărea un dreptunghi.
Atunci C1 și C2 au aceeași axă și cel puțin un punct comun, deci au aceeași distanță și coincid.
- Trei puncte de pe un hiperciclu nu pot fi coliniare.

Dacă punctele A, B și C ale unui hiperciclu sunt coliniare, atunci coardele AB și BC sunt pe aceeași dreaptă K. Fie R1 și R2 razele prin punctele de mijloc ale AB și BC.  Se știe că axa L a unui hiperciclu este perpendiculara comună a R1 și R2.
Dar această perpendiculară este K. Deci distanța este 0 iar hiperciclul degenerează într-o dreaptă.

## Alte proprietăți
- Lungimea unui arc de hiperciclu între două puncte este

- mai mare decât lungimea segmentului dintre aceste două puncte,
- mai scurtă decât lungimea arcului unuia dintre cele două oricicle dintre acele două puncte și
- mai scurt decât orice arc de cerc între aceste două puncte.

- Un hiperciclu și un oriciclu se intersectează în cel mult două puncte.
- Un hiperciclu de rază r cu sinh(2r) = 1 induce o cvasisimetrie a planului hiperbolic prin inversiune. (Un astfel de hiperciclu își întâlnește axa la un unghi de π/4.) Mai exact, un punct P dintr-un semiplan deschis al axei se inversează în P′ al cărui unghi de paralelism este complementul celui al lui P. Această cvasisimetrie se generalizează la spații hiperbolice din dimensiuni superioare unde facilitează studiul varietăților hiperbolice. Este utilizat pe scară largă în clasificarea conicelor în planul hiperbolic unde a fost numită inversiunea divizată. Deși conformă, inversarea divizată nu este o simetrie adevărată, deoarece schimbă axa cu frontiera planului și, desigur, nu este o izometrie.

## Lungimea unui arc
În planul hiperbolic de curbură gaussiană⁠(d) −1 constantă, lungimea unui arc al unui hiperciclu poate fi calculată din raza r și distanța dintre punctele în care normalele se intersectează cu axa d cu formula l = d cosh r.

## Construcție
În modelul discului Poincaré al planului hiperbolic, hiperciclurile sunt reprezentate de drepte și arce de cerc care intersectează cercul frontieră la unghiuri care nu sunt drepte. Reprezentarea axei intersectează cercul frontieră în aceleași puncte, dar în unghi drept.

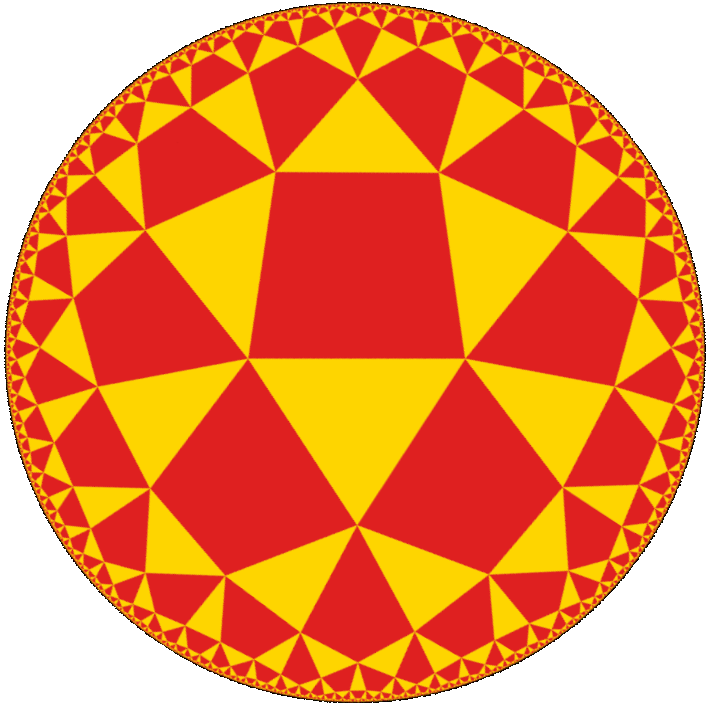
Pe modelul discului Poincaré pavarea octogonală alternată, are laturile pe hipercicluri

În modelul semiplanului Poincaré⁠(d) al planului hiperbolic, hiperciclurile sunt reprezentate de drepte și arce de cerc care intersectează dreapta de frontieră la unghiuri care nu sunt drepte. Reprezentarea axei intersectează dreapta de frontieră în aceleași puncte, dar în unghi drept.